# Shawn Burr
Pour les articles homonymes, voir Burr.
Shawn Burr, né le 1er juillet 1966 à Sarnia au Canada, et mort le 5 août 2013 à St. Clair, est un joueur professionnel de hockey sur glace de la Ligue nationale de hockey.

## Carrière
Choisi à la draft 1984 en 7e position par les Red Wings de Détroit, il commença sa carrière en Ligue nationale de hockey en 1984 avec la franchise du Michigan.

Il y évolua onze saisons avant d’être échangé, en compagnie d’un troisième choix de repêchage, en 1995 au Lightning de Tampa Bay contre Marc Bergevin et Ben Hankinson. Il est à nouveau transféré en 1997 aux Sharks de San José contre un choix de cinquième tour. En 1999, il revient au Lightning, à la suite d’une transaction impliquant Andreï Ziouzine, Bill Houlder, Steve Guolla et un choix de troisième tour.
Dans sa carrière dans la LNH, il totalisa 440 points (181 buts et 259 passes) en 878 matchs.
Il apprit en 2010 qu’il souffrait d’une leucémie aiguë myéloblastique. Il mourut le 5 août 2013, après avoir chuté dans son domicile à St. Clair et subi un important traumatisme crânien.

## Statistiques
Pour les significations des abréviations, voir Statistiques du hockey sur glace.
| Saison     | Équipe                     | Ligue      |     | Saison régulière | Saison régulière | Saison régulière | Saison régulière | Saison régulière |    | Séries éliminatoires | Séries éliminatoires | Séries éliminatoires | Séries éliminatoires | Séries éliminatoires |
| Saison     | Équipe                     | Ligue      | PJ  | B                | A                | Pts              | Pun              | PJ               | B  | A                    | Pts                  | Pun                  |                      |                      |
| 1983-1984  | Rangers de Kitchener       | LHO        | 68  | 41               | 44               | 85               | 50               | 16               | 5  | 12                   | 17                   | 22                   |                      |                      |
| 1984-1985  | Rangers de Kitchener       | LHO        | 48  | 24               | 42               | 66               | 50               | 4                | 3  | 3                    | 6                    | 2                    |                      |                      |
| 1984-1985  | Red Wings de l'Adirondack  | LAH        | 4   | 0                | 0                | 0                | 2                | --               | -- | --                   | --                   | --                   |                      |                      |
| 1984-1985  | Red Wings de Détroit       | LNH        | 9   | 0                | 0                | 0                | 2                | --               | -- | --                   | --                   | --                   |                      |                      |
| 1985-1986  | Rangers de Kitchener       | LHO        | 59  | 60               | 67               | 127              | 83               | 5                | 2  | 3                    | 5                    | 8                    |                      |                      |
| 1985-1986  | Red Wings de Détroit       | LNH        | 5   | 1                | 0                | 1                | 4                | --               | -- | --                   | --                   | --                   |                      |                      |
| 1985-1986  | Red Wings de l'Adirondack  | LAH        | 3   | 2                | 2                | 4                | 2                | 17               | 5  | 7                    | 12                   | 32                   |                      |                      |
| 1986-1987  | Red Wings de Détroit       | LNH        | 80  | 22               | 25               | 47               | 107              | 16               | 7  | 2                    | 9                    | 20                   |                      |                      |
| 1987-1988  | Red Wings de Détroit       | LNH        | 78  | 17               | 23               | 40               | 97               | 9                | 3  | 1                    | 4                    | 14                   |                      |                      |
| 1988-1989  | Red Wings de Détroit       | LNH        | 79  | 19               | 27               | 46               | 78               | 6                | 1  | 2                    | 3                    | 6                    |                      |                      |
| 1989-1990  | Red Wings de l'Adirondack  | LAH        | 3   | 4                | 2                | 6                | 2                | --               | -- | --                   | --                   | --                   |                      |                      |
| 1989-1990  | Red Wings de Détroit       | LNH        | 76  | 24               | 32               | 56               | 82               | --               | -- | --                   | --                   | --                   |                      |                      |
| 1990-1991  | Red Wings de Détroit       | LNH        | 80  | 20               | 30               | 50               | 112              | 7                | 0  | 4                    | 4                    | 15                   |                      |                      |
| 1991-1992  | Red Wings de Détroit       | LNH        | 79  | 19               | 32               | 51               | 118              | 11               | 1  | 5                    | 6                    | 10                   |                      |                      |
| 1992-1993  | Red Wings de Détroit       | LNH        | 80  | 10               | 25               | 35               | 74               | 7                | 2  | 1                    | 3                    | 2                    |                      |                      |
| 1993-1994  | Red Wings de Détroit       | LNH        | 51  | 10               | 12               | 22               | 31               | 7                | 2  | 0                    | 2                    | 6                    |                      |                      |
| 1994-1995  | Red Wings de Détroit       | LNH        | 42  | 6                | 8                | 14               | 60               | 16               | 0  | 2                    | 2                    | 6                    |                      |                      |
| 1995-1996  | Lightning de Tampa Bay     | LNH        | 81  | 13               | 15               | 28               | 119              | 6                | 0  | 2                    | 2                    | 8                    |                      |                      |
| 1996-1997  | Lightning de Tampa Bay     | LNH        | 74  | 14               | 21               | 35               | 106              | --               | -- | --                   | --                   | --                   |                      |                      |
| 1997-1998  | Sharks de San José         | LNH        | 42  | 6                | 6                | 12               | 50               | 6                | 0  | 0                    | 0                    | 8                    |                      |                      |
| 1998-1999  | Thoroughblades du Kentucky | LAH        | 26  | 10               | 14               | 24               | 29               | 12               | 4  | 9                    | 13                   | 10                   |                      |                      |
| 1998-1999  | Sharks de San José         | LNH        | 18  | 0                | 1                | 1                | 29               | --               | -- | --                   | --                   | --                   |                      |                      |
| 1999-2000  | Vipers de Détroit          | LIH        | 10  | 2                | 4                | 6                | 10               | --               | -- | --                   | --                   | --                   |                      |                      |
| 1999-2000  | Moose du Manitoba          | LIH        | 18  | 3                | 2                | 5                | 6                | 2                | 1  | 0                    | 1                    | 6                    |                      |                      |
| 1999-2000  | Lightning de Tampa Bay     | LNH        | 4   | 0                | 2                | 2                | 0                | --               | -- | --                   | --                   | --                   |                      |                      |
| Totaux LNH | Totaux LNH                 | Totaux LNH | 878 | 181              | 259              | 440              | 1 069            | 91               | 16 | 19                   | 35                   | 95                   |                      |                      |